# Parafia Matki Boskiej Bolesnej w Gdańsku
Parafia Matki Boskiej Bolesnej w Gdańsku – parafia rzymskokatolicka usytuowana w Gdańsku, ustanowiona 1 kwietnia 1929 roku. Należy do dekanatu Gdańsk-Dolne Miasto w archidiecezji gdańskiej. 
Parafią zarządzali kolejno:
- ks. Klemens Fedtke (1925–1935)
- ks. Franciszek Kroll (1935–1945)
- ks. Józef Jażdżewski SAC (1945–1946)
- ks. Jan Żywicki (1946–1961)
- ks. Edward Godlewski (1961–1972)
- ks. Alfons Zieliński (1972–1978)
- ks. Alojzy Rotta (1978–1983)
- ks. Józef Paner (1983–1988)
- ks. Włodzimierz Zduński (1988–2010)
- ks. Stanisław Linda (od 2010)